# کاج نوئل موریندا
کاج نوئل موریندا (نام علمی: Picea smithiana) نام یک گونه از سرده کاج نوئل است.